# Charles Portis
Charles McColl Portis (* 28. Dezember 1933 in El Dorado, Arkansas; † 17. Februar 2020 in Little Rock, Arkansas) war ein US-amerikanischer Schriftsteller. Bekannt wurde er durch seine Romane Norwood (1966) und True Grit (1968), die beide – zuletzt True Grit im Jahr 2010 – verfilmt wurden.

## Leben
Charles Portis war der Sohn von Samuel Palmer Portis und dessen Frau Alice (geb. Waddell). Während des Koreakrieges kam er zum United States Marine Corps und wurde dort zum Feldwebel befördert. Ab 1955 besuchte er die Universität Arkansas; er begann seine Karriere dort, indem er für die Studentenzeitung schrieb. Nach dem Studium schrieb er, jetzt ein Diplomat, die „Our town“-Kolumne für die Arkansas Gazette, später auch für die New York Herald Tribune. Danach verbrachte er ein Jahr in London.
Nachdem er den Journalismus 1964 aufgegeben hatte, begann er seine Karriere als Schriftsteller mit einigen Kurzgeschichten. Sein erster Roman, Norwood, wurde in Teilabschnitten in der zweiwöchentlich erscheinenden Zeitung Saturday Evening Post abgedruckt. Er wurde ein großer Erfolg, sodass 1970 eine Verfilmung unter Regie von Jack Haley, Jr. gedreht wurde.
1968 erschien sein zweiter Roman True Grit als Fortsetzungsgeschichte in der Saturday Evening Post. Der kommerzielle Erfolg war noch größer als der von Norwood; es ist Portis’ erfolgreichstes Buch. 1969 wurde der Western zum ersten Male als Der Marshal mit John Wayne, der für die Verkörperung der Hauptfigur einen Oscar erhielt, verfilmt. 2010 produzierten Ethan und Joel Coen eine erneute Verfilmung mit Jeff Bridges. Portis schrieb noch drei andere Bücher, die aber nicht an den Erfolg der vorherigen Bücher anknüpfen konnten.

## Werke
- Norwood, 1966
- True Grit, 1968
- The Dog of the South, 1979
- Masters of Atlantis, 1985
- Gringos, 1991
- Escape Velocity: A Charles Portis Miscellany, 2012